# Zelënyj pauk
Zelënyj pauk (in russo Зелёный паук?, Il ragno verde) è un film muto del 1916 diretto da Aleksandr Volkov in Russia, ad oggi perduto.

## Trama
Il giovane pianista Alanov si innamora della ballerina Valeria che, però, non lo ricambia in maniera convinta. Dopo aver conosciuto la principessa Levina, Alanov inizia a frequentarla dimenticandosi così di Valeria, che decide però di prendersi una rivincita. Affronta la nuova coppia e il musicista scappa con lei. Un amico di Alanov è intenzionato, nel frattempo, a vendicarsi della danzatrice, in quanto lei lo ha reso dipendente dalla morfine. Riuscirà ad avvelenarla, intossicandosi a sua volta. A quel punto Alanov torna dalla principessa.